# شهرستان سیلم (نیوجرسی)
شهرستان سیلم، نیوجرسی (به انگلیسی: Salem County, New Jersey) یک سکونتگاه مسکونی در ایالات متحده آمریکا است که در نیوجرسی واقع شده‌است.